# Mount du Chazeau
Mount du Chazeau är en kulle i Saint Lucia. Den ligger i kvarteret Castries, i den norra delen av landet. Toppen på Mount du Chazeau är 215 meter över havet. Mount du Chazeau ligger på ön Saint Lucia.
Terrängen runt Mount du Chazeau är kuperad åt sydost, men åt nordväst är den platt. Omgivningarna runt Mount du Chazeau är en mosaik av jordbruksmark och naturlig växtlighet.